# Дружина фараона
«Дружина фараона» (нім. Das Weib des Pharao) — німий історичний німецький кінофільм режисера Ернста Любіча, знятий у 1922 році. Стрічка була останньою роботою Любіча перед його еміграцією до Голлівуду у 1923.

## Синопсис
Фараон-тиран Аменес (Еміль Яннінгс) сильно закоханий в грецьку рабиню Феоніду і відмовляється повернути дівчину її законному власникові — ефіопському цареві Самлаку (Пауль Вегенер). З цієї причини між обома народами виникає кривава війна. Проте Феоніда не кохає фараона і віддає перевагу юнаку на ім'я Рамфіс. Та, коханців, яким слід було здолати усі знегоди, закидає каменями натовп, а Аменес помирає чи то від серцевого нападу, чи то від нервового виснаження.

## Виробництво
Для зйомок фільму на околиці Берліна були побудовані повномасштабні декорації «єгипетського» міста — фортечні ворота, вулиця, площа, палац фараона. Декорації і розкішні костюми були створені постійним художником Любіча Алі Губертом. Для участі у фільму було задіяно більше 10 000 статистів. Зйомки велися декількома камерами, одна з яких була встановлена у гондолі повітряної кулі. Основним технічним нововведенням було використання нових американських освітлювальних ламп для зйомки нічних і темних сцен.

## В ролях
| Актор/акторка     |   | Роль                     |
| ----------------- | - | ------------------------ |
| Еміль Яннінгс     | • | Аменес, цар Єгипту       |
| Пауль Бінсфельдт  | • | Менон, візир             |
| Фрідріх Кюне      | • | Верховний жрець          |
| Альберт Бассерман | • | Сотіс, зодчий            |
| Гаррі Лідтке      | • | Рампис, син Сотіса       |
| Пауль Вегенер     | • | Самлак, цар ефіопів      |
| Ліда Салмонова    | • | Македа, донька Самлака   |
| Дагні Зервайс     | • | Феоніда, рабиня-гречанка |
| Даґні Сервес      | • | Теоніс                   |

## Прем'єра
- Прем'єра фільму відбулася в Нью-Йорку (США) 22 лютого 1922 року; у Німеччині — 14 березня 1922.
- 17 вересня 2011 року у Німеччині відбулася прем'єра відновленої версії фільму. 18 жовтня цього ж року відновлена версія вийшла у США.

## Реконструкція
Довгий час існувала лише чорно-біла скорочена версія фільму. Роботи по реставрації цієї стрічки і пошуку бракуючих частин зайняли майже 10 років. Та все ж 600 з майже 3000 метрів плівки так і залишилися не знайденими. Але це не єдиний шматок, а окремі невеликі фрагменти по усьому фільму. При відновленні вони були заповнені написами пояснень і фотографіями. У 2011 році відбулася прем'єра відреставрованої версії в Новому Берлінському музеї з оркестром, який виконував музику Едуарда Кюннеке, написану спеціально для фільму у 1921 році. Одночасно ця відреставрована версія була показана  телевізійним каналом ARTE.